# Al-Nassr
Al-Nassr (arab. ‏نادي النصر‎) – saudyjski klub piłkarski, mający siedzibę w mieście Rijad, grający w Saudi Professional League.
Al-Nassr jest jedną z najbardziej utytułowanych saudyjskich drużyn, dziewięciokrotnym mistrzem Arabii Saudyjskiej, sześciokrotnym zwycięzcą Pucharu Króla, trzykrotnym zdobywcą Pucharu Korony Księcia oraz dwukrotnym triumfatorem Superpucharu Arabii Saudyjskiej. Utrzymuje się w najwyższej klasie rozgrywkowej od samego początku oficjalnych rozgrywek.
Tradycyjnymi barwami klubu są żółty i niebieski. Klub rozgrywa swoje mecze na obiekcie Al-Awwal Park, mającym 25 tysięcy miejsc.

## Historia

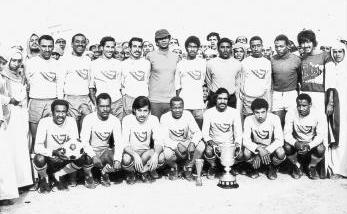
Zawodnicy Al-Nassr w 1974

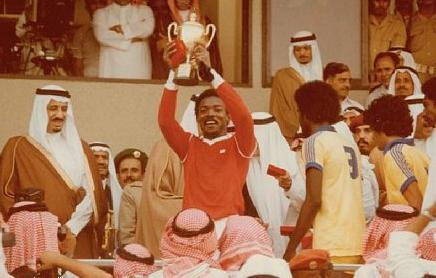
Salem Marwan (były zawodnik Al-Nassr) w 1976

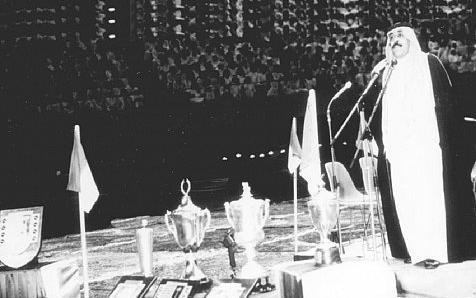
Ówczesny prezydent klubu, książę Abdul Rahman bin Su’ud Al Su’ud podczas ceremonii wręczenia nagród w 1980

Al-Nassr został założony 24 października 1955 roku przez czterech przyjaciół, Huseina i Zeina Al-Ja’ba oraz Alego Al-Owaisa i Abdullaha Al-Nazhana. Początkowo klub rozgrywał swoje spotkania w domu braci Al-Ja’ba.
Na barwy klubu został wybrany kolor żółty – symbolizujący pustynny piasek oraz niebieski, który jest symbolem mórz otaczających Półwysep Arabski.
W 1959 jako kibic klubu określił się książę Abdul Rahman bin Su’ud Al Su’ud, a parę miesięcy później został prezydentem klubu Al-Nassr.
W 1960 klub rozpoczął grę w ówczesnych rozgrywkach ligowych w Arabii Saudyjskiej, dołączając do drugiego poziomu ligowego, a trzy lata później awansował do najwyższej ligi, wygrywając ją, do sezonu 1973/1974, osiem razy. Były to jednak rozgrywki nieoficjalne, ponieważ oficjalna Saudi Professional League wystartowała w sezonie 1976/1977. Przed rozpoczęciem oficjalnej Ligi Arabii Saudyjskiej, w sezonie 1974/1975 odbyły się rozgrywki przejściowe, pod nazwą Liga Kategoryzacyjna, których celem było przyporządkowanie zespołów do pierwszego lub drugiego poziomu rozgrywek. Ligę tę wygrała drużyna Al-Nassr i została pierwszym mistrzem Arabii Saudyjskiej po reformie rozgrywek. W tamtym czasie najsłynniejszym zawodnikiem klubu był Nasser Al-Johar.
W latach 70 i 80. XX wieku Al-Nassr wygrał łącznie cztery razy rozgrywki ligowe oraz pięć razy Puchar Króla. W roku 1990 Al-Nassr po raz ostatni wygrał Puchar Króla, pokonując w finale 2:0 Al Taawoun. Dzięki zwycięstwu w Pucharze Króla, Al-Nassr wzięło udział w Azjatyckim Pucharze Zdobywców Pucharów, gdzie doszli do finału, przegrywając w dwumeczu z Nissanem 1:6.
Sezon 1993/1994 drużyna „Rycerzy Nadżdy” ukończyła na trzecim miejscu tabeli ligowej, ale w finale fazy pucharowej pokonała Al-Riyadh zdobywając tym samym 5. mistrzostwo Arabii Saudyjskiej. Podobna sytuacja miała miejsce rok później, gdy drużyna Al-Nassr zakończyła rozgrywki ligowe na czwartej pozycji, jednak wygrali wszystkie mecze fazy pucharowej, łącznie z finałowym, w którym pokonali Al-Hilal i zdobyli kolejny tytuł mistrzowski. W 1994 odbyły się jedne z najbardziej zapamiętanych derbów Rijadu, w którym Al-Nassr zmierzyło się w Al-Hilal w meczu ligowym. Al-Hilal prowadziło już w meczu 4:0, gdy Rycerze Nadżdy doprowadzili pod koniec drugiej połowy do stanu 4:3, bramkę decydującą o remisie strzelił w doliczonym czasie gry, rezerwowy zawodnik, Faisal Marzouk. Gol ten przez długie lata był wspominany przez kibiców Al-Nassr.
W sezonie 1995/1996 saudyjska drużyna dotarła do finału klubowych mistrzostwa Azji (odpowiednik dzisiejszej Ligi Mistrzów AFC), w którym przegrała po dogrywce z koreańskim klubem Ilhwa Chunma 0:1.
W 1996 i 1997 zespół wygrał Ligę Mistrzów GCC, a w 1998 Azjatycki Super Puchar oraz Puchar Zdobywców Pucharów Azji. Dzięki zwycięstwu w Superpucharze Azji, Al-Nassr w 2000 reprezentował AFC podczas pierwszy raz rozgrywanych klubowych mistrzostwach świata. Saudyjski zespół w fazie grupowej rozegrał mecze z Corinthians Paulista, Realem Madryt oraz Rają Casablanka i zakończył rozgrywki na 3. miejscu nie uzyskując awansu do kolejnej fazy. Na zakończenie mistrzostw, FIFA przyznała Al-Nassr nagrodę „Fair Play”, a saudyjski klub stał się pierwszą drużyną w historii, która ją otrzymała. Ponadto, w tamtym sezonie, drużyna Al-Nassr została wicemistrzem Arabii Saudyjskiej oraz osiągnęła finał arabskiego Pucharu Zdobywców Pucharów, w którym przegrała z innym saudyjskim zespołem, Al-Hilal 1:2.
Rozgrywki ligowe sezonu 2001/2002 „Rycerze Nadżdy” zakończyli na trzeciej pozycji, a w ostatniej rozgrywanej edycji Arabskiego Superpucharu zajęli 2. miejsce, pokonując tunezyjski CS Sfaxien 2:0 oraz remisując z Al-Hilal oraz syryjskim Al-Jaish Damaszek.
W latach 2002–2005 zespół nie zakwalifikował się do udziału w żadnych rozgrywkach międzynarodowych, a w lidze zajął 4. miejsce w sezonie 2002/2003 i 2004/2005 oraz 6. pozycję w sezonie 2003/2004. W tych trzech kolejnych sezonach, Al-Nassr za każdym razem doszedł do półfinału Pucharu Korony Księcia Arabii Saudyjskiej. W 2006 saudyjska drużyna, po trzyletniej przerwie w rozgrywkach międzynarodowych, dotarła do ćwierćfinału Arabskiej Ligi Mistrzów.
W sezonie 2006/2007 klub był bliski spadku z Professional League, w której gra od początku jej utworzenia. Zespół zajął w klasyfikacji końcowej 9. pozycję (na 12 zespołów) i był 3 punkty nad strefą spadkową. W Arabskiej Lidze Mistrzów drużyna zajęła 3. miejsce w fazie grupowej i zakończyła rozgrywki na tym etapie.
Al-Nassr, po raz drugi, w sezonie 2007/2008 wygrał Puchar Federacji Arabii Saudyjskiej, pokonując w finale Al-Hilal 2:1, a rok później doszedł do finału, w którym przegrał po rzutach karnych z Asz-Szabab Rijad. W tamtych sezonach Saudyjczycy ukończyli rozgrywki ligowe na piątej pozycji. W roku 2008 dotarli do finału Ligi Mistrzów GCC, w którym przegrali 0:3 w dwumeczu z Al-Ahli Dżudda.
Po siedmiu latach przerwy, w sezonie 2009/2010, zawodnicy Al-Nassr stanęli na podium rozgrywek o mistrzostwo kraju, zajmując 3. pozycję. Osiągnęli również półfinał Ligi Mistrzów GCC, przegrywając z Al-Wasl Dubaj po rzutach karnych walkę o mecz finałowy. W kolejnym roku „Rycerze Nadżdy” zajęli 2. miejsce w fazie grupowej Ligi Mistrzów AFC, jednak odpadli w 1/8 finału, po porażce z irańskim Zob Ahan Isfahan.

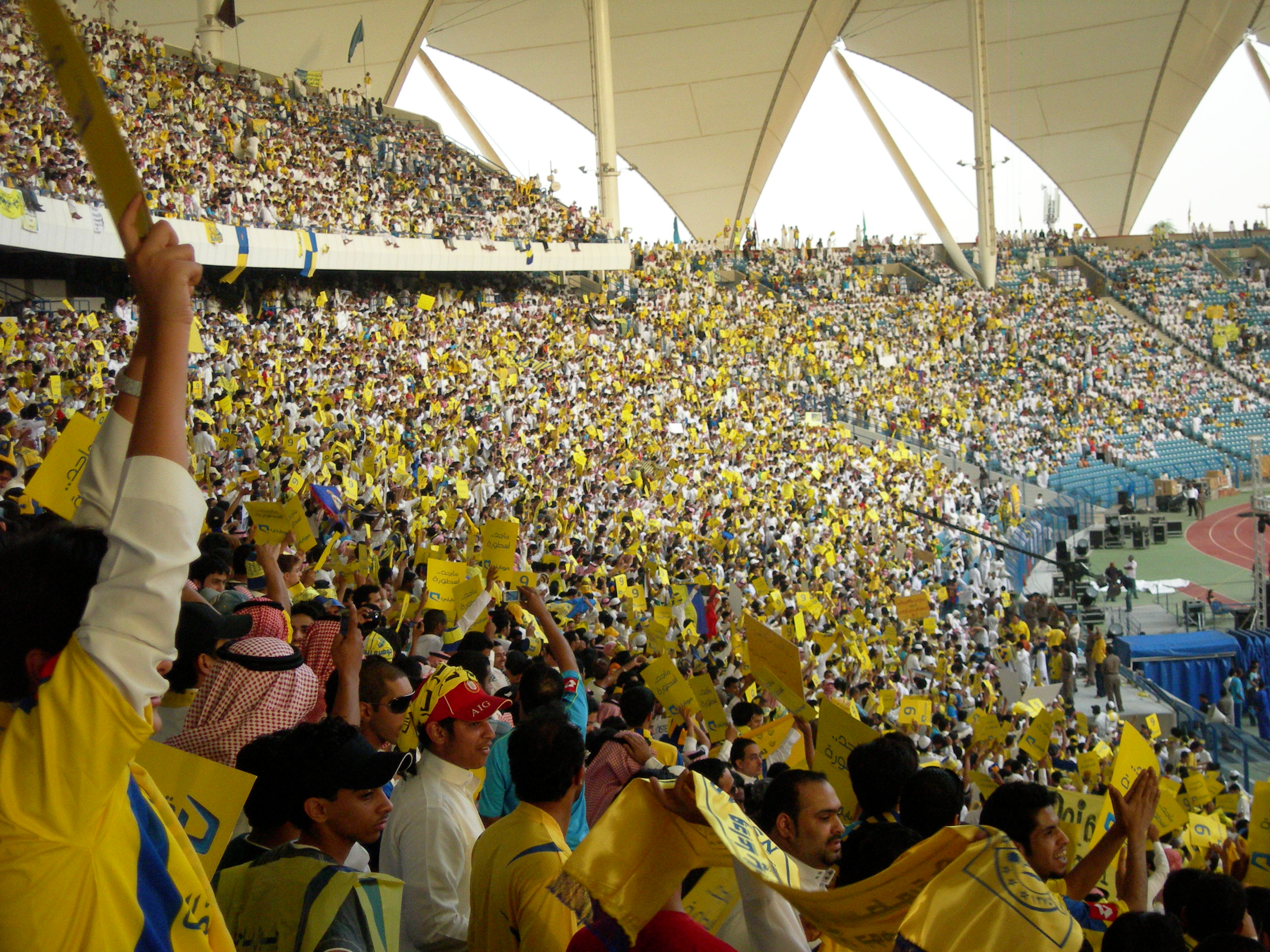
Kibice Al-Nassr na stadionie King Saud University Stadium w 2008

W sezonie 2011/2012 drużyna zagrała w finale Pucharu Króla, w którym przegrała 1:4 z Al-Ahli Dżudda. Sezon ligowy zakończyli na 7. pozycji. W kolejnym roku, poprawili swoją pozycję w lidze, względem poprzedniego, kończąc rywalizację na 4. miejscu. W sezonie 2012/2013 wzięli udział w Arabskim Pucharze Mistrzów Klubowych, w którym w rundzie wstępnej pokonali bahrajński Hidd SCC 5:0, jednak w ćwierćfinale zostali pokonani przez Al-Arabi SC i odpadli z rozgrywek.
W sezonie 2013/2014 Al-Nassr zdobył Pucharu Korony Księcia Arabii Saudyjskiej, pokonując w finałowym meczu Al-Hilal 2:1. W tym samym sezonie zostali zwycięzcami rozgrywek ligowych, wyprzedzając Al-Hilal o 2 punkty.
Ósmy tytuł mistrza Arabii Saudyjskiej „Rycerze Nadżdy” wywalczyli w sezonie 2014/2015, a najwięcej bramek w drużynie (21) strzelił Mohammad Al-Sahlawi. W tamtym sezonie brali udział w rozgrywkach Ligi Mistrzów AFC, jednak zakończyli w nich swój udział na fazie grupowej, zajmując w grupie 3. miejsce za katarskim Al-Duhail oraz irańskim Persepolis FC. Podobnie sytuacja miała się w kolejnym roku, gdy ponownie w rozgrywkach Ligi Mistrzów, Al-Nassr zajął w swojej grupie 2. pozycję (za Bunyodkorem Taszkent) i nie awansował do kolejnej rundy. W obu sezonach, zawodnicy Al-Nassr zostali finalistami Pucharu Króla, w 2015 przegrywając finał z Al-Hilal, a w 2016 z Al-Ahli.
W latach 2017–2018 dwukrotnie zajęli 3. miejsce w rozgrywkach ligowych. W sezonie 2016/2017 dotarli do finału Pucharu Korony Księcia, który przegrali 1:0 z Al-Ittihad. Brali udział także w Arabskim Pucharze Mistrzów Klubowych, jednak zajęli ostatnie miejsce w swojej grupie.
W sezonie 2018/2019 drużyna po raz 9. zdobyła Mistrzostwo Arabii Saudyjskiej, a także wygrała finał Superpucharu Arabii Saudyjskiej, grając przeciwko Al Taawoun. W tamtym sezonie dotarli również do ćwierćfinału Ligi Mistrzów AFC, w którym przegrali 3:4 w dwumeczu z katarskim Al Sadd. Latem 2019 roku, prezydentem klubu został Safwan Al-Suwaiket
W kolejnym sezonie, zawodnicy Al-Nassr, pomimo że zostali wicemistrzami Arabii Saudyjskiej, mogli zagrać w meczu o Superpuchar, ponieważ ich przeciwnicy – Al-Hilal zdobyli zarówno mistrzostwo, jak i Puchar Króla. „Rycerze Nadżdy” ponownie zdobyli to trofeum, wygrywając z Al-Hilal 3:0. W rozgrywkach Ligi Mistrzów osiągnęli półfinał, w którym zmierzyli się z Persepolis. Mecz zakończył się remisem 1:1, a o awansie zadecydowały rzuty karne, w których okazał się być lepszy irański zespół. Osiągnięcie półfinału w Lidze Mistrzów AFC, zawodnicy Al-Nassr powtórzyli rok później, tym razem na ich drodze do finału stanął inny saudyjski zespół – Al-Hilal, który zwyciężył 2:1.
W 2021 FIFA wydała orzeczenie odnośnie złożonego zawiadomienia przez Leicester City o braku zapłaty 460 tysięcy euro z odsetkami przez Al-Nassr. Sprawa dotyczyła wniosku angielskiego klubu o wypłacenie przez saudyjską drużynę dodatków za wyniki sportowe Ahmeda Musy, który był zawodnikiem Al-Nassr w latach 2018–2020, a został przez nich zakupiony z Leicester City. FIFA stwierdziła, że zgodnie z umową zawartą pomiędzy oboma klubami, Saudyjczycy powinni zapłacić Leicesterowi za wyniki sportowe Musy, gdy grał w ich drużynie. Ponadto, w orzeczeniu, FIFA wydała ostrzeżenie Al-Nassr, że jeśli nie zapłaci tej kwoty, zostanie nałożony na nich zakaz transferowy.
1 kwietnia 2021 funkcję prezydenta klubu objął Musalli Al-Muammar, zastępując na tym stanowisku Abdullaha Al-Dakhila, który był tymczasowym prezydentem po zwolnieniu, rządzącego od 2019 roku, Safwana Al-Suwaiketa.
Sezon 2021/2022 zawodnicy Al-Nassr rozgrywki ligowe ukończyli na 3. miejscu. W lipcu 2022 klub podpisał dwuletni kontrakt z francuskim trenerem Rudim Garcią, który zastąpił Argentyńczyka Miguela Ángela Russo. Francuz zdobył z klubem wicemistrzostwo kraju w sezonie 2022/2023.
30 grudnia 2022 roku klub ogłosił podpisanie kontraktu z Cristiano Ronaldo. Al-Nassr podpisał z portugalskim piłkarzem umowę do czerwca 2025 roku, a kwota zarobków piłkarza ma wynosić 200 mln euro za sezon, czyniąc go najlepiej opłacanym sportowcem. Po publikacji tej wiadomości, saudyjski klub zyskał światowy rozgłos, a liczba obserwujących konto Al-Nassr na Instagramie w niecały tydzień wzrosła z 860 tysięcy do 9,6 miliona. Zdjęcie na tym portalu społecznościowym, ogłaszające dołączenie Ronaldo do drużyny, w mniej niż dobę otrzymało ponad 28 milionów polubień i stało się jednym z najpopularniejszych zdjęć w 2022 roku.
W kwietniu 2023 z funkcji prezydenta klubu zrezygnował Musalli Al-Muammar, a ze stanowiska trenera zwolniony został Rudi Garcia. W czerwcu 2023 państwowy Fundusz Inwestycji Publicznych (Public Investment Fund) zakupił 75% udziałów w klubie, a w lipcu zostało ogłoszone, że Musalli Al-Muammar powrócił do klubu zostając przewodniczącym Rady Dyrektorów.
6 lipca 2023 nowym trenerem drużyny został Luís Castro, zastępując na tym stanowisku Rudiego Garcię zwolnionego w kwietniu przez saudyjski klub.
W lipcu 2023 FIFA nałożyła na Al-Nassr zakaz rejestrowania nowych zawodników przez trzy kolejne okna transferowe. Związane jest to z wyrokiem Sportowego Sądu Arbitrażowego, który dotyczył braku zapłaty umownych dodatków Leicesterowi City za wyniki sportowe byłego zawodnika Al-Nassr, Ahmeda Musy. FIFA w 2021 wydała już ostrzeżenie saudyjskiemu klubowi, że jeśli nie zapłacą oni 460 tysięcy euro z odsetkami to zostanie na nich nałożony zakaz transferowy.
Sezon 2022/2023 zakończył się dla drużyny zwycięstwem w Arabskim Pucharze Mistrzów Klubowych, w którym w finale rozegranym 12 sierpnia 2023 na stadionie Stadion Króla Fahda, pokonali po dogrywce Al-Hilal 2:1.
22 sierpnia 2023 klub sfinalizował najdroższy transfer w swojej historii, kupując Otávio z FC Porto za kwotę 60 milionów euro.

### Sukcesy

#### Trofea krajowe
| \| \| Zdobyte trofea w rozgrywkach Arabii Saudyjskiej (stan 14 maja 2024) \| |                                                                     |      |                                                      |
| Rozgrywki                                                                    | Osiągnięcie                                                         | Razy | Sezon(y)                                             |
| Mistrzostwo                                                                  | I miejsce                                                           | 9    | 1975, 1980, 1981, 1989, 1994, 1995, 2014, 2015, 2019 |
| Mistrzostwo                                                                  | II miejsce                                                          | 8    | 1977, 1978, 1979, 1991, 2001, 2020, 2023, 2024       |
| Puchar Króla                                                                 | zdobywca                                                            | 6    | 1974, 1976, 1981, 1986, 1987, 1990                   |
| Puchar Króla                                                                 | finalista                                                           | 8    | 1967, 1971, 1973, 1989, 2012, 2015, 2016, 2020       |
| Puchar Korony Księcia                                                        | zdobywca                                                            | 3    | 1973, 1974, 2014                                     |
| Puchar Korony Księcia                                                        | finalista                                                           | 4    | 1991, 1996, 2013, 2017                               |
| Superpuchar                                                                  | zdobywca                                                            | 2    | 2019, 2020                                           |
| Superpuchar                                                                  | finalista                                                           | 2    | 2014, 2015                                           |
| Puchar Federacji                                                             | zdobywca                                                            | 3    | 1976, 1998, 2008                                     |
| Puchar Federacji                                                             | finalista                                                           | 3    | 1994, 2001, 2009                                     |
| Arabia Saudyjska                                                             | Zdobyte trofea w rozgrywkach Arabii Saudyjskiej (stan 14 maja 2024) |      |                                                      |

Al-Nassr zdobył 9 tytułów mistrzowskich i pod tym względem zajmuje drugie miejsce – po Al-Hilal. Klub jest sześciokrotnym zdobywcą Pucharu Króla, a trzykrotnym Pucharu Korony Księcia, co lokuje go na 4. miejscu, po Al-Hilal, Al-Ahli oraz Al-Ittihad w historii.

#### Trofea międzynarodowe
| \| \| Zdobyte trofea w rozgrywkach międzynarodowych (stan na: 16 sierpnia 2023) \| |                                                                           |      |            |
| Rozgrywki                                                                          | Osiągnięcie                                                               | Razy | Sezon(y)   |
| · Liga Mistrzów AFC                                                                | zdobywca                                                                  | 0    |            |
| · Liga Mistrzów AFC                                                                | finalista                                                                 | 1    | 1996       |
| Azjatycki Puchar Zdobywców                                                         | zdobywca                                                                  | 1    | 1998       |
| Azjatycki Puchar Zdobywców                                                         | finalista                                                                 | 1    | 1992       |
| Azjatycki Super Puchar                                                             | zdobywca                                                                  | 1    | 1998       |
| Azjatycki Super Puchar                                                             | finalista                                                                 | 0    |            |
| Liga Mistrzów GCC                                                                  | zdobywca                                                                  | 2    | 1996, 1997 |
| Liga Mistrzów GCC                                                                  | finalista                                                                 | 1    | 2008       |
| Arabski Superpuchar                                                                | zdobywca                                                                  | 0    |            |
| Arabski Superpuchar                                                                | finalista                                                                 | 1    | 2001       |
| Arabski Puchar Mistrzów Klubowych                                                  | zdobywca                                                                  | 1    | 2023       |
| Arabski Puchar Mistrzów Klubowych                                                  | finalista                                                                 | 0    |            |
| Arabski Puchar Zdobywców Pucharów                                                  | zdobywca                                                                  | 0    |            |
| Arabski Puchar Zdobywców Pucharów                                                  | finalista                                                                 | 1    | 2000       |
| FIFA                                                                               | Zdobyte trofea w rozgrywkach międzynarodowych (stan na: 16 sierpnia 2023) |      |            |

## Stroje
Od początku istnienia drużyny, zawodnicy nosili stroje w oficjalnych kolorach drużyny – żółtym i niebieskim. W latach 90. XX wieku stroje produkowała firma Duarig, od 1997 do 2001 dostawcą ubioru było Nike, w kolejnych latach także Lotto, Sporta. W sezonie 2017/2018 produkcją strojów zajmowała się firma New Balance, a od 2018 do 2022 firma Victory. W sezonie 2022/2023 Al-Nassr na dostawcę strojów wybrało Duneus. W 2023 drużyna podpisała ponownie kontrakt z firmą Nike na produkcję strojów w sezonie 2023/2024. W lutym 2024 zespół podpisał trzyletnią umowę na dostarczanie strojów z firmą Adidas, która obowiązuje od sezonu 2024/2025.

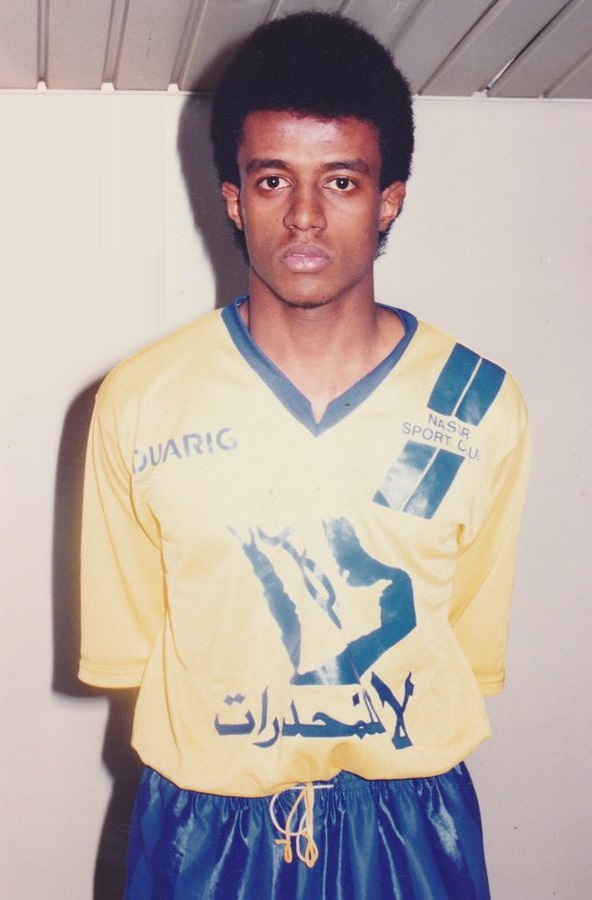
Majed Al-Jamaan w stroju w sezonie 1989/1990 (Duarig)
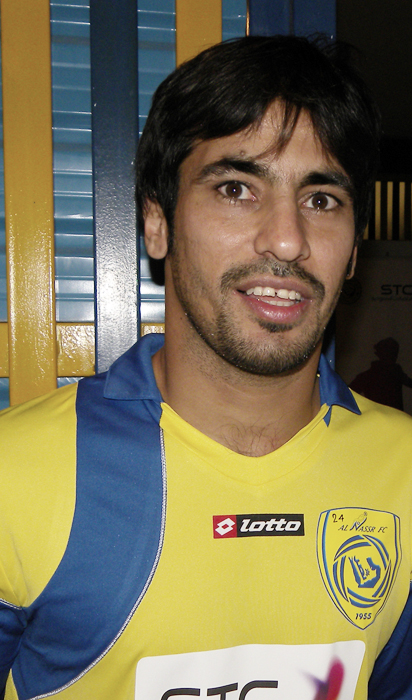
Hussein Sulaimani w koszulce z roku 2009 (Lotto)
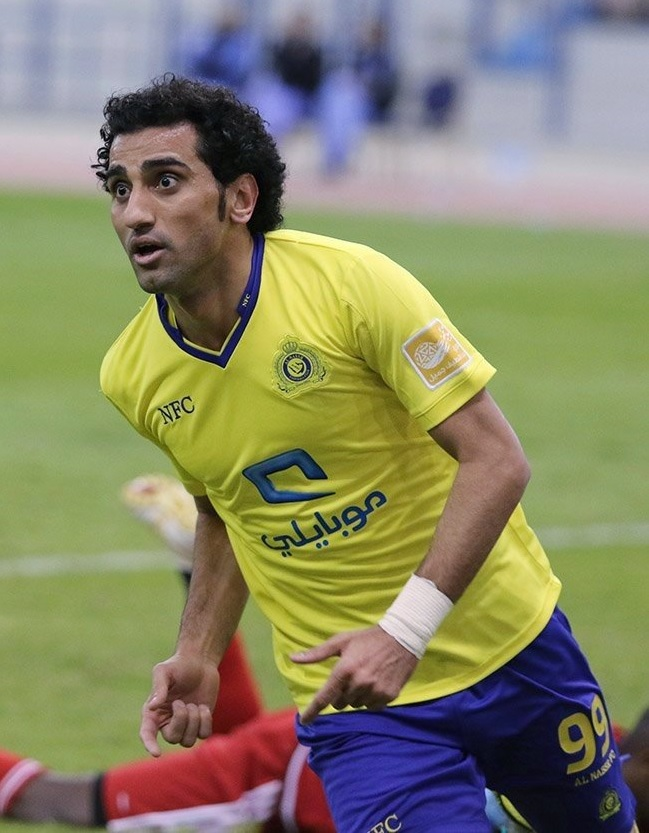
Hassan Al-Raheb w sezonie 2015/2016 (Sporta)
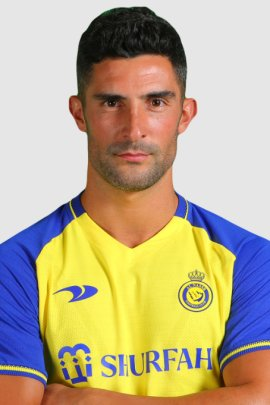
Álvaro González Soberón w sezonie 2022/2023 (Duneus)
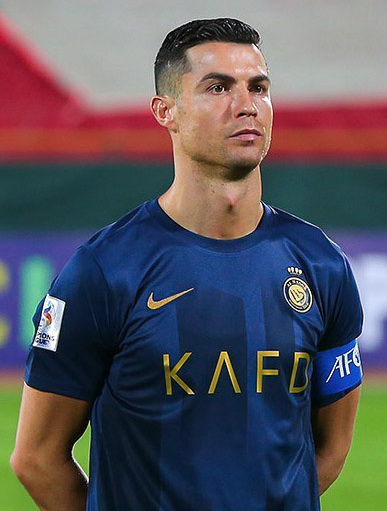
Cristiano Ronaldo w stroju wyjazdowym w sezonie 2023/2024 (Nike)

## Poszczególne sezony
| Legenda | Legenda                           |
| ------- | --------------------------------- |
| Z 1.    | Zwycięzca pucharu Mistrzostwo     |
| F 2.    | Finalista pucharu Wicemistrzostwo |
| 3.      | III miejsce                       |
| b.d.    | Brak danych                       |
| 1/2     | 1/2 finału                        |
| 1/4     | 1/4 finału                        |
| 1/8     | 1/8 finału                        |
| G       | Faza grupowa                      |
| P/O     | Faza play-off                     |
| 2R      | 2 runda                           |
| 1R      | 1 runda                           |

| Sezon     | Rozgrywki ligowe       | Puchary krajowe | Puchary krajowe       | Puchary krajowe  | Puchary krajowe | Rozgrywki międzynarodowe | Rozgrywki międzynarodowe | Rozgrywki międzynarodowe | Rozgrywki międzynarodowe | Rozgrywki międzynarodowe | Rozgrywki międzynarodowe | Rozgrywki międzynarodowe |
| Sezon     | Rozgrywki ligowe       | Puchar Króla    | Puchar Korony Księcia | Puchar Federacji | SP              | Liga Mistrzów AFC        | Azjatycki PZP            | Azjatycki SP             | Liga Mistrzów GCC        | Arabski PMK              | Arabski PZP              | Arabski SP               |
| --------- | ---------------------- | --------------- | --------------------- | ---------------- | --------------- | ------------------------ | ------------------------ | ------------------------ | ------------------------ | ------------------------ | ------------------------ | ------------------------ |
| 1966/1967 |                        | F               | b.d.                  |                  |                 |                          |                          |                          |                          |                          |                          |                          |
| 1967/1968 |                        | b.d.            | b.d.                  |                  |                 |                          |                          |                          |                          |                          |                          |                          |
| 1968/1969 |                        | b.d.            | b.d.                  |                  |                 |                          |                          |                          |                          |                          |                          |                          |
| 1969/1970 |                        | b.d.            | b.d.                  |                  |                 |                          |                          |                          |                          |                          |                          |                          |
| 1970/1971 |                        | F               | b.d.                  |                  |                 |                          |                          |                          |                          |                          |                          |                          |
| 1971/1972 |                        | b.d.            | b.d.                  |                  |                 |                          |                          |                          |                          |                          |                          |                          |
| 1972/1973 |                        | F               | Z                     |                  |                 |                          |                          |                          |                          |                          |                          |                          |
| 1973/1974 |                        | Z               | Z                     |                  |                 |                          |                          |                          |                          |                          |                          |                          |
| 1974/1975 | 1.                     | [ f ]           |                       |                  |                 |                          |                          |                          |                          |                          |                          |                          |
| 1975/1976 |                        | Z               |                       |                  |                 |                          |                          |                          |                          |                          |                          |                          |
| 1976/1977 | 2.                     | 1/2             |                       | Z                |                 |                          |                          |                          |                          |                          |                          |                          |
| 1977/1978 | 2.                     | 1/8             |                       |                  |                 |                          |                          |                          |                          |                          |                          |                          |
| 1978/1979 | 2.                     | 1/2             |                       |                  |                 |                          |                          |                          |                          |                          |                          |                          |
| 1979/1980 | 1.                     | 1/8             |                       |                  |                 |                          |                          |                          |                          |                          |                          |                          |
| 1980/1981 | 1.                     | Z               |                       |                  |                 |                          |                          |                          |                          |                          |                          |                          |
| 1981/1982 | 4.                     | 1/8             |                       |                  |                 |                          |                          |                          |                          | –                        |                          |                          |
| 1982/1983 | 4.                     | 1/4             |                       |                  |                 |                          |                          |                          | –                        |                          |                          |                          |
| 1983/1984 | 5.                     | 1/4             |                       |                  |                 |                          |                          |                          | –                        |                          |                          |                          |
| 1984/1985 | 5.                     | b.d.            |                       |                  |                 |                          |                          |                          | –                        | –                        |                          |                          |
| 1985/1986 | 3.                     | Z               |                       | b.d.             |                 | –                        |                          |                          | b.d.                     | –                        |                          |                          |
| 1986/1987 | 3.                     | Z               |                       | b.d.             |                 | –                        |                          |                          | –                        | –                        |                          |                          |
| 1987/1988 | 3.                     | b.d.            |                       | b.d.             |                 | –                        |                          |                          | –                        | –                        |                          |                          |
| 1988/1989 | 1.                     | F               |                       | G                |                 | –                        |                          |                          | –                        | –                        |                          |                          |
| 1989/1990 | 3.                     | Z               |                       | b.d.             |                 | –                        |                          |                          |                          | –                        | –                        |                          |
| 1990/1991 | Liga: 2. Play-off: 2.  |                 | F                     | b.d.             |                 | –                        | –                        |                          | b.d.                     | –                        |                          |                          |
| 1991/1992 | Liga: 4. Play-off: 1/2 |                 | 1/2                   |                  |                 | –                        | F                        |                          | b.d.                     |                          | 1/2                      |                          |
| 1992/1993 | 9.                     |                 | b.d.                  | b.d.             |                 | –                        | –                        |                          | –                        | –                        | –                        | –                        |
| 1993/1994 | Liga: 4. Play-off: 1.  |                 | b.d.                  | F                |                 | –                        | –                        |                          | b.d.                     | –                        | –                        |                          |
| 1994/1995 | Liga: 4. Play-off: 1.  |                 | 1/4                   | b.d.             |                 | –                        | –                        | –                        | –                        | –                        | –                        |                          |
| 1995/1996 | Liga: 4. Play-off: 1/2 |                 | F                     | b.d.             |                 | F                        | –                        | –                        | Z                        | 1/2                      | –                        | –                        |
| 1996/1997 | Liga: 4. Play-off: 3.  |                 | 1/8                   | b.d.             |                 | 1/4                      | –                        | –                        | Z                        | –                        | –                        | –                        |
| 1997/1998 | 5.                     |                 | 1/8                   | Z                |                 | –                        | Z                        | Z                        | –                        | –                        | –                        | –                        |
| 1998/1999 | 5.                     |                 | 1/2                   | b.d.             |                 | –                        | 2R                       | –                        | –                        | –                        | –                        | –                        |
| 1999/2000 | Liga: 4. Play-off: 1/2 |                 | 1/8                   | G                |                 | –                        | –                        | –                        | –                        | –                        | –                        | –                        |
| 2000/2001 | Liga: 3. Play-off: 2.  |                 | b.d.                  | F                |                 | –                        | –                        | –                        | –                        | –                        | F                        | –                        |
| 2001/2002 | Liga: 3. Play-off: 3.  |                 | 1/2                   | b.d.             |                 | –                        | –                        |                          | –                        | –                        | –                        | 2.                       |
| 2002/2003 | Liga: 3. Play-off: 4.  |                 | 1/2                   | G                |                 | –                        |                          |                          | –                        | –                        |                          |                          |
| 2003/2004 | 6.                     |                 | 1/2                   | G                |                 | –                        |                          |                          |                          | –                        |                          |                          |
| 2004/2005 | Liga: 3. Play-off: 4.  |                 | 1/2                   | b.d.             |                 | –                        |                          |                          |                          | –                        |                          |                          |
| 2005/2006 | 6.                     |                 | 1/4                   | G                |                 | –                        |                          |                          | –                        | 1/4                      |                          |                          |
| 2006/2007 | 9.                     |                 | 1/8                   | b.d.             |                 | –                        |                          |                          | –                        | G                        |                          |                          |
| 2007/2008 | 5.                     | 1/4             | 1/8                   | Z                |                 | –                        |                          |                          | –                        | –                        |                          |                          |
| 2008/2009 | 5.                     | 1/4             | 1/2                   | F                |                 | –                        |                          |                          | F                        | –                        |                          |                          |
| 2009/2010 | 3.                     | 1/2             | 1/4                   | G                |                 | –                        |                          |                          | 1/2                      |                          |                          |                          |
| 2010/2011 | 5.                     | 1/4             | 1/2                   | b.d.             |                 | 1/8                      |                          |                          |                          |                          |                          |                          |
| 2011/2012 | 7.                     | F               | 1/4                   | b.d.             |                 | –                        |                          |                          | –                        |                          |                          |                          |
| 2012/2013 | 4.                     | 1/4             | F                     | b.d.             |                 | –                        |                          |                          | –                        | 1/4                      |                          |                          |
| 2013/2014 | 1.                     | 1/8             | Z                     | b.d.             | –               | –                        |                          |                          | –                        |                          |                          |                          |
| 2014/2015 | 1.                     | F               | 1/2                   | b.d.             | F               | G                        |                          |                          | –                        |                          |                          |                          |
| 2015/2016 | 8.                     | F               | 1/4                   | b.d.             | –               | G                        |                          |                          |                          |                          |                          |                          |
| 2016/2017 | 3.                     | 1/4             | F                     | b.d.             | –               | –                        |                          |                          |                          | G                        |                          |                          |
| 2017/2018 | 3.                     | 1/4             | [ f ]                 | b.d.             | –               | –                        |                          |                          |                          |                          |                          |                          |
| 2018/2019 | 1.                     | 1/2             |                       |                  | Z               | 1/4                      |                          |                          |                          | 1/8                      |                          |                          |
| 2019/2020 | 2.                     | F               |                       |                  | Z               | 1/2                      |                          |                          |                          | –                        |                          |                          |
| 2020/2021 | 6.                     | 1/2             |                       |                  | –               | 1/2                      |                          |                          |                          |                          |                          |                          |
| 2021/2022 | 3.                     | 1/4             |                       |                  | –               | –                        |                          |                          |                          |                          |                          |                          |
| 2022/2023 | 2.                     | 1/2             |                       |                  | 1/2             |                          |                          |                          |                          | Z                        |                          |                          |
| 2023/2024 | 2.                     | F               |                       |                  | 1/2             | 1/4                      |                          |                          |                          |                          |                          |                          |

### Mecze w rozgrywkach międzynarodowych
| Sezon     | Turniej                             | Runda         | Przeciwnik              | Wynik u siebie   | Wynik na wyjeździe | Wynik końcowy       |
| --------- | ----------------------------------- | ------------- | ----------------------- | ---------------- | ------------------ | ------------------- |
| 1991/1992 | Azjatycki Puchar Zdobywców Pucharów | 1. runda      | Al-Ansar                | 2:1              | 2:1                | 4:2                 |
| 1991/1992 | Azjatycki Puchar Zdobywców Pucharów | Ćwierćfinał   | Kazma                   | 2:1              | 1:0                | 3:1                 |
| 1991/1992 | Azjatycki Puchar Zdobywców Pucharów | Półfinał      | Al-Ramtha               | 2:1              | 1:0                | 3:1                 |
| 1991/1992 | Azjatycki Puchar Zdobywców Pucharów | Finał         | Nissan                  | 1:1              | 0:5                | 1:6                 |
| 1991/1992 | Arabski Puchar Zdobywców Pucharów   | Faza grupowa  | El Mokawloon            | 2:0              | 2:0                | 1. miejsce w grupie |
| 1991/1992 | Arabski Puchar Zdobywców Pucharów   | Faza grupowa  | Al-Nasr Dubaj           | 1:1              | 1:1                | 1. miejsce w grupie |
| 1991/1992 | Arabski Puchar Zdobywców Pucharów   | Faza grupowa  | Kazma                   | 0:0              | 0:0                | 1. miejsce w grupie |
| 1991/1992 | Arabski Puchar Zdobywców Pucharów   | Faza grupowa  | Al-Ansar                | 1:0              | 1:0                | 1. miejsce w grupie |
| 1991/1992 | Arabski Puchar Zdobywców Pucharów   | Półfinał      | Olympique Casablanca    | 0:0 (karne: 2:4) | 0:0 (karne: 2:4)   | 0:0 (karne: 2:4)    |
| 1995/1996 | Klubowe Mistrzostwa Azji            | 2. runda      | Jelimaj Semipałatyńsk   | 1:0              | 3:0                | 4:0                 |
| 1995/1996 | Klubowe Mistrzostwa Azji            | Ćwierćfinał   | Al-Arabi                | 2:1              | 2:1                | 1. miejsce w grupie |
| 1995/1996 | Klubowe Mistrzostwa Azji            | Ćwierćfinał   | Saipa Karadż            | 0:0              | 0:0                | 1. miejsce w grupie |
| 1995/1996 | Klubowe Mistrzostwa Azji            | Ćwierćfinał   | Köpetdag Aszchabad      | 1:0              | 1:0                | 1. miejsce w grupie |
| 1995/1996 | Klubowe Mistrzostwa Azji            | Półfinał      | Thai Farmers Bank       | 1:0              | 1:0                | 1:0                 |
| 1995/1996 | Klubowe Mistrzostwa Azji            | Finał         | Ilhwa Chunma            | 0:1              | 0:1                | 0:1                 |
| 1995/1996 | GCC Champions League                | Finał         | Dhofar Salala           | b.d.             | b.d.               | Zwycięstwo          |
| 1995/1996 | Arabska Liga Mistrzów               | Faza grupowa  | CR Belouizdad           | 0:1              | 0:1                | 2. miejsce w grupie |
| 1995/1996 | Arabska Liga Mistrzów               | Faza grupowa  | Al-Wehdat               | 6:1              | 6:1                | 2. miejsce w grupie |
| 1995/1996 | Arabska Liga Mistrzów               | Faza grupowa  | Kazma                   | 1:1              | 1:1                | 2. miejsce w grupie |
| 1995/1996 | Arabska Liga Mistrzów               | Faza grupowa  | Al-Wehda                | 4:0              | 4:0                | 2. miejsce w grupie |
| 1995/1996 | Arabska Liga Mistrzów               | Półfinał      | Al-Hilal                | 0:0 (karne: 2:4) | 0:0 (karne: 2:4)   | 0:0 (karne: 2:4)    |
| 1996/1997 | Klubowe Mistrzostwa Azji            | 1. runda      | Nadi asz-Szarika        | –                | –                  | w/o                 |
| 1996/1997 | Klubowe Mistrzostwa Azji            | 2. runda      | Nejmeh                  | 4:0              | 0:1                | 4:1                 |
| 1996/1997 | Klubowe Mistrzostwa Azji            | Ćwierćfinał   | Ar-Rajjan               | 1:2              | 1:2                | 3. miejsce w grupie |
| 1996/1997 | Klubowe Mistrzostwa Azji            | Ćwierćfinał   | Persepolis              | 0:0              | 0:0                | 3. miejsce w grupie |
| 1996/1997 | Klubowe Mistrzostwa Azji            | Ćwierćfinał   | Al-Zawraa               | 0:0              | 0:0                | 3. miejsce w grupie |
| 1996/1997 | GCC Champions League                | Finał         | Kazma                   | 1:0              | 1:0                | Zwycięstwo          |
| 1997/1998 | Azjatycki Puchar Zdobywców Pucharów | 1. runda      | Asz-Szabab Dubaj        | –                | –                  | w/o                 |
| 1997/1998 | Azjatycki Puchar Zdobywców Pucharów | 2. runda      | Al-Ittihad              | 0:0              | 3:2                | 3:2                 |
| 1997/1998 | Azjatycki Puchar Zdobywców Pucharów | Półfinał      | Köpetdag Aszchabad      | 2:1              | 2:1                | 2:1                 |
| 1997/1998 | Azjatycki Puchar Zdobywców Pucharów | Finał         | Suwon Samsung Bluewings | 1:0              | 1:0                | Zwycięstwo          |
| 1997/1998 | Azjatycki Super Puchar              | Finał         | Pohang Steelers         | 0:0              | 1:1                | Zwycięstwo          |
| 1998/1999 | Azjatycki Puchar Zdobywców Pucharów | 2. runda      | Kazma                   | 2:1              | 0:3                | 2:4                 |
| 2000      | Klubowe Mistrzostwa Świata          | Faza grupowa  | Real Madryt             | 1:3              | 1:3                | 3. miejsce w grupie |
| 2000      | Klubowe Mistrzostwa Świata          | Faza grupowa  | Raja Casablanca         | 4:3              | 4:3                | 3. miejsce w grupie |
| 2000      | Klubowe Mistrzostwa Świata          | Faza grupowa  | Corinthians Paulista    | 0:2              | 0:2                | 3. miejsce w grupie |
| 2000/2001 | Arabski Puchar Zdobywców Pucharów   | Faza grupowa  | Al-Wehdat               | 3:0              | 3:0                | 1. miejsce w grupie |
| 2000/2001 | Arabski Puchar Zdobywców Pucharów   | Faza grupowa  | Al-Ittihad              | 3:0              | 3:0                | 1. miejsce w grupie |
| 2000/2001 | Arabski Puchar Zdobywców Pucharów   | Faza grupowa  | Chabab Mohammédia       | 0:0              | 0:0                | 1. miejsce w grupie |
| 2000/2001 | Arabski Puchar Zdobywców Pucharów   | Faza grupowa  | Ar-Rajjan               | 4:2              | 4:2                | 1. miejsce w grupie |
| 2000/2001 | Arabski Puchar Zdobywców Pucharów   | Półfinał      | Al-Arabi                | 2:0              | 2:0                | 2:0                 |
| 2000/2001 | Arabski Puchar Zdobywców Pucharów   | Finał         | Al-Hilal                | 1:2              | 1:2                | 1:2                 |
| 2001/2002 | Arabski Puchar Zdobywców Pucharów   | Faza grupowa  | CS Sfaxien              | 2:0              | 2:0                | 2. miejsce          |
| 2001/2002 | Arabski Puchar Zdobywców Pucharów   | Faza grupowa  | Al-Hilal                | 1:1              | 1:1                | 2. miejsce          |
| 2001/2002 | Arabski Puchar Zdobywców Pucharów   | Faza grupowa  | Al-Jaish                | 2:2              | 2:2                | 2. miejsce          |
| 2005/2006 | Arabska Liga Mistrzów               | 1. runda      | Shabab Al-Ordon Club    | 0:1              | 2:0                | 2:1                 |
| 2005/2006 | Arabska Liga Mistrzów               | 2. runda      | Olympic Safi            | 2:0              | 0:2 (karne: 4:3)   | 2:2 (karne: 4:3)    |
| 2005/2006 | Arabska Liga Mistrzów               | Ćwierćfinał   | Al-Wehdat               | 1:1              | 1:2                | 2:3                 |
| 2006/2007 | Arabska Liga Mistrzów               | 1. runda      | SID Kartileh            | 12:1             | 9:0                | 21:1                |
| 2006/2007 | Arabska Liga Mistrzów               | 2. runda      | MC Algier               | 2:1              | 2:2                | 4:3                 |
| 2006/2007 | Arabska Liga Mistrzów               | Faza grupowa  | ES Sétif                | 1:2              | 0:1                | 3. miejsce w grupie |
| 2006/2007 | Arabska Liga Mistrzów               | Faza grupowa  | Al Faisaly              | 3:1              | 0:1                | 3. miejsce w grupie |
| 2006/2007 | Arabska Liga Mistrzów               | Faza grupowa  | Al Kuwait Kaifan        | 3:0              | 2:0                | 3. miejsce w grupie |
| 2008/2009 | GCC Champions League                | Faza grupowa  | Al-Qadisiyah            | 0:1              | 0:1                | 2. miejsce w grupie |
| 2008/2009 | GCC Champions League                | Faza grupowa  | Al-Muharraq             | 0:0              | 0:0                | 2. miejsce w grupie |
| 2008/2009 | GCC Champions League                | Faza grupowa  | Al-Nahda                | 2:1              | 2:1                | 2. miejsce w grupie |
| 2008/2009 | GCC Champions League                | Faza grupowa  | Al-Khor                 | 3:1              | 3:1                | 2. miejsce w grupie |
| 2008/2009 | GCC Champions League                | Finał         | Al-Ahli Dżudda          | 0:1              | 0:2                | 0:3                 |
| 2009/2010 | GCC Champions League                | Faza grupowa  | Sur SC                  | 2:1              | 2:2                | 1. miejsce w grupie |
| 2009/2010 | GCC Champions League                | Faza grupowa  | Al-Khor                 | 3:1              | 4:0                | 1. miejsce w grupie |
| 2009/2010 | GCC Champions League                | Półfinał      | Al-Wasl Dubaj           | 3:1              | 2:4 (karne: 2:4)   | 5:5 (karne: 2:4)    |
| 2010/2011 | Liga Mistrzów AFC                   | Faza grupowa  | Paxtakor Taszkent       | 4:0              | 2:2                | 2. miejsce w grupie |
| 2010/2011 | Liga Mistrzów AFC                   | Faza grupowa  | Esteghlal Teheran       | 2:1              | 1:2                | 2. miejsce w grupie |
| 2010/2011 | Liga Mistrzów AFC                   | Faza grupowa  | Al Sadd                 | 1:1              | 0:1                | 2. miejsce w grupie |
| 2010/2011 | Liga Mistrzów AFC                   | 1/8 finału    | Zob Ahan Isfahan        | 1:4              | 1:4                | 1:4                 |
| 2012/2013 | Arabski Puchar Mistrzów Klubowych   | Runda wstępna | Hidd SCC                | 3:0              | 2:0                | 5:0                 |
| 2012/2013 | Arabski Puchar Mistrzów Klubowych   | Ćwierćfinał   | Al-Arabi                | 3:2              | 0:2                | 3:4                 |
| 2014/2015 | Liga Mistrzów AFC                   | Faza grupowa  | Bunyodkor Taszkent      | 1:1              | 1:0                | 3. miejsce w grupie |
| 2014/2015 | Liga Mistrzów AFC                   | Faza grupowa  | Al-Duhail               | 1:3              | 1:1                | 3. miejsce w grupie |
| 2014/2015 | Liga Mistrzów AFC                   | Faza grupowa  | Persepolis              | 3:0              | 0:1                | 3. miejsce w grupie |
| 2015/2016 | Liga Mistrzów AFC                   | Faza grupowa  | Bunyodkor Taszkent      | 3:3              | 1:0                | 3. miejsce w grupie |
| 2015/2016 | Liga Mistrzów AFC                   | Faza grupowa  | Al-Duhail               | 1:1              | 0:4                | 3. miejsce w grupie |
| 2015/2016 | Liga Mistrzów AFC                   | Faza grupowa  | Zob Ahan Isfahan        | 0:3              | 0:3                | 3. miejsce w grupie |
| 2016/2017 | Arabski Puchar Mistrzów Klubowych   | Faza grupowa  | Al Ahed                 | 1:1              | 1:1                | 4. miejsce w grupie |
| 2016/2017 | Arabski Puchar Mistrzów Klubowych   | Faza grupowa  | FUS Rabat               | 0:4              | 0:4                | 4. miejsce w grupie |
| 2016/2017 | Arabski Puchar Mistrzów Klubowych   | Faza grupowa  | Zamalek SC              | 1:2              | 1:2                | 4. miejsce w grupie |
| 2018/2019 | Liga Mistrzów AFC                   | Play-off      | AGMK Olmaliq            | 4:0              | 4:0                | 4:0                 |
| 2018/2019 | Liga Mistrzów AFC                   | Faza grupowa  | Al-Wasl Dubaj           | 3:1              | 0:1                | 2. miejsce w grupie |
| 2018/2019 | Liga Mistrzów AFC                   | Faza grupowa  | Zob Ahan Isfahan        | 2:3              | 0:0                | 2. miejsce w grupie |
| 2018/2019 | Liga Mistrzów AFC                   | Faza grupowa  | Al-Zawraa               | 4:1              | 2:1                | 2. miejsce w grupie |
| 2018/2019 | Liga Mistrzów AFC                   | 1/8 finału    | Al-Wahda                | 1:1              | 3:2                | 4:3                 |
| 2018/2019 | Liga Mistrzów AFC                   | Ćwierćfinał   | Al Sadd                 | 2:1              | 1:3                | 3:4                 |
| 2019/2020 | Liga Mistrzów AFC                   | Faza grupowa  | Al Sadd                 | 2:2              | 1:1                | 1. miejsce w grupie |
| 2019/2020 | Liga Mistrzów AFC                   | Faza grupowa  | Al-Ain                  | 0:1              | 2:1                | 1. miejsce w grupie |
| 2019/2020 | Liga Mistrzów AFC                   | Faza grupowa  | Sepahan Isfahan         | 2:0              | 2:0                | 1. miejsce w grupie |
| 2019/2020 | Liga Mistrzów AFC                   | 1/8 finału    | Al Taawoun              | 1:0              | 1:0                | 1:0                 |
| 2019/2020 | Liga Mistrzów AFC                   | Ćwierćfinał   | Al-Ahli Dżudda          | 2:0              | 2:0                | 2:0                 |
| 2019/2020 | Liga Mistrzów AFC                   | Półfinał      | Persepolis              | 1:1 (karne: 3:5) | 1:1 (karne: 3:5)   | 1:1 (karne: 3:5)    |
| 2020/2021 | Liga Mistrzów AFC                   | Faza grupowa  | Al-Wehdat               | 1:2              | 0:0                | 1. miejsce w grupie |
| 2020/2021 | Liga Mistrzów AFC                   | Faza grupowa  | Al Sadd                 | 3:1              | 2:1                | 1. miejsce w grupie |
| 2020/2021 | Liga Mistrzów AFC                   | Faza grupowa  | Fulad Ahwaz             | 2:0              | 1:1                | 1. miejsce w grupie |
| 2020/2021 | Liga Mistrzów AFC                   | 1/8 finału    | Teraktor                | 1:0              | 1:0                | 1:0                 |
| 2020/2021 | Liga Mistrzów AFC                   | Ćwierćfinał   | Al-Wehdat               | 5:1              | 5:1                | 5:1                 |
| 2020/2021 | Liga Mistrzów AFC                   | Półfinał      | Al-Hilal                | 1:2              | 1:2                | 1:2                 |
| 2022/2023 | Arabski Puchar Mistrzów Klubowych   | Faza grupowa  | Zamalek                 | 1:1              | 1:1                | 2. miejsce w grupie |
| 2022/2023 | Arabski Puchar Mistrzów Klubowych   | Faza grupowa  | US Monastir             | 4:1              | 4:1                | 2. miejsce w grupie |
| 2022/2023 | Arabski Puchar Mistrzów Klubowych   | Faza grupowa  | Asz-Szabab Rijad        | 0:0              | 0:0                | 2. miejsce w grupie |
| 2022/2023 | Arabski Puchar Mistrzów Klubowych   | Ćwierćfinał   | Raja Casablanca         | 3:1              | 3:1                | 3:1                 |
| 2022/2023 | Arabski Puchar Mistrzów Klubowych   | Półfinał      | Al-Shorta               | 1:0              | 1:0                | 1:0                 |
| 2022/2023 | Arabski Puchar Mistrzów Klubowych   | Finał         | Al-Hilal                | 2:1              | 2:1                | Zwycięstwo          |
| 2023/2024 | Liga Mistrzów AFC                   | Play-off      | Shabab Al-Ahli Dubaj    | 4:2              | 4:2                | 4:2                 |
| 2023/2024 | Liga Mistrzów AFC                   | Faza grupowa  | Persepolis              | 2:0              | 0:0                | 1. miejsce w grupie |
| 2023/2024 | Liga Mistrzów AFC                   | Faza grupowa  | Istiklol Duszanbe       | 3:1              | 1:1                | 1. miejsce w grupie |
| 2023/2024 | Liga Mistrzów AFC                   | Faza grupowa  | Al-Duhail               | 4:3              | 3:2                | 1. miejsce w grupie |
| 2023/2024 | Liga Mistrzów AFC                   | 1/8 finału    | Al-Fayha                | 1:0              | 2:0                | 3:0                 |
| 2023/2024 | Liga Mistrzów AFC                   | Ćwierćfinał   | Al-Ain                  | 0:1              | 4:3 (karne 1:3)    | 4:4 (karne 1:3)     |

## Obecny skład
Stan na 30 czerwca 2024
| Nr | Poz. | Piłkarz                     |
| -- | ---- | --------------------------- |
| 2  | OB   | Sultan Al-Ghannam           |
| 4  | OB   | Mohammed Al-Fatil           |
| 5  | OB   | Abdulelah Al-Amri           |
| 7  | NA   | Cristiano Ronaldo (kapitan) |
| 8  | PO   | Abdulmajeed Al-Sulaiheem    |
| 10 | NA   | Sadio Mané                  |
| 12 | OB   | Nawaf Al-Boushal            |
| 14 | PO   | Sami Al-Najei               |
| 15 | OB   | Alex Telles                 |
| 16 | NA   | Mohammed Maran              |
| 17 | PO   | Abdullah Al-Khaibari        |
| 19 | PO   | Ali Al-Hassan               |
| 23 | NA   | Ayman Yahya                 |
| 24 | OB   | Mohammed Qasem              |
| 25 | PO   | Otávio                      |
| 26 | BR   | David Ospina                |
| 27 | OB   | Aymeric Laporte             |
| 29 | PO   | Abdulrahman Ghareeb         |
| 30 | NA   | Meshari Al-Nemer            |
| 31 | PO   | Muhammad Sahlouli           |
| 33 | BR   | Waleed Abdullah             |

| Nr | Poz. | Piłkarz                |
| -- | ---- | ---------------------- |
| 36 | BR   | Raghed Al-Najjar       |
| 37 | BR   | Faris Afandy           |
| 41 | BR   | Mohammed Al-Otaibi     |
| 44 | BR   | Nawaf Al-Aqidi         |
| 46 | PO   | Abdulaziz Al-Elewai    |
| 69 | OB   | Marzouq Tambakti       |
| 77 | PO   | Marcelo Brozović       |
| 78 | OB   | Ali Lajami             |
| 94 | NA   | Talisca                |
|    | BR   | Amin Al-Bukhari        |
|    | OB   | Ghislain Konan         |
|    | OB   | Abdullah Madu          |
|    | PO   | Mukhtar Ali            |
|    | PO   | Seko Fofana            |
|    | OB   | Khalil Al-Absi         |
|    | OB   | Mansour Al-Shammari    |
|    | OB   | Yousef Haqawi          |
|    | OB   | Majed Qasheesh         |
|    | BR   | Abdulaziz Al-Awairdhi  |
|    | NA   | Fahad Aqeel Al-Zubaidi |
|    | OB   | Asser Housawi          |

### Zawodnicy na wypożyczeniu
Stan na 30 czerwca 2024
| Nr | Poz. | Piłkarz |
| -- | ---- | ------- |
|    |      | brak    |

### Transfery w sezonie 2024/2025
Stan na 30 czerwca 2024
| Zawodnicy przychodzący | Zawodnicy przychodzący | Zawodnicy przychodzący |
| Zawodnik               | Z klubu                | Kwota odstępnego       |
| ---------------------- | ---------------------- | ---------------------- |
| Seko Fofana            | Ettifaq FC             | Koniec wypożyczenia    |
| Ghislain Konan         | Al-Fayha FC            | Koniec wypożyczenia    |
| Abdullah Madu          | Ettifaq FC             | Koniec wypożyczenia    |
| Mukhtar Ali            | Al-Fateh SC            | Koniec wypożyczenia    |
| Majed Qasheesh         | Al-Hazem SC            | Koniec wypożyczenia    |
| Khalil Al-Absi         | Al-Arabi SC            | Koniec wypożyczenia    |
| Abdulaziz Al-Awairdhi  | Al-Okhdood Club        | Koniec wypożyczenia    |
| Khalid Al-Ghannam      | Al-Fateh SC            | Koniec wypożyczenia    |
| Yousef Haqawi          | Al-Fayha FC            | Koniec wypożyczenia    |
| Mansour Al-Shammari    | Al-Jabalain FC         | Koniec wypożyczenia    |
| Amin Al-Bukhari        | Ettifaq FC             | Koniec wypożyczenia    |
| Fahad Aqeel Al-Zubaidi | Al-Orobah FC           | Koniec wypożyczenia    |
| Asser Housawi          | Jeddah FC              | Koniec wypożyczenia    |

| Zawodnicy odchodzący | Zawodnicy odchodzący | Zawodnicy odchodzący |
| Zawodnik             | Do klubu             | Kwota odstępnego     |
| -------------------- | -------------------- | -------------------- |
| David Ospina         | Atlético Nacional    | Bez odstępnego       |
| Waleed Abdullah      | –                    | Koniec umowy         |
| Aziz Behich          | Melbourne City FC    | Koniec wypożyczenia  |

## Sztab szkoleniowy

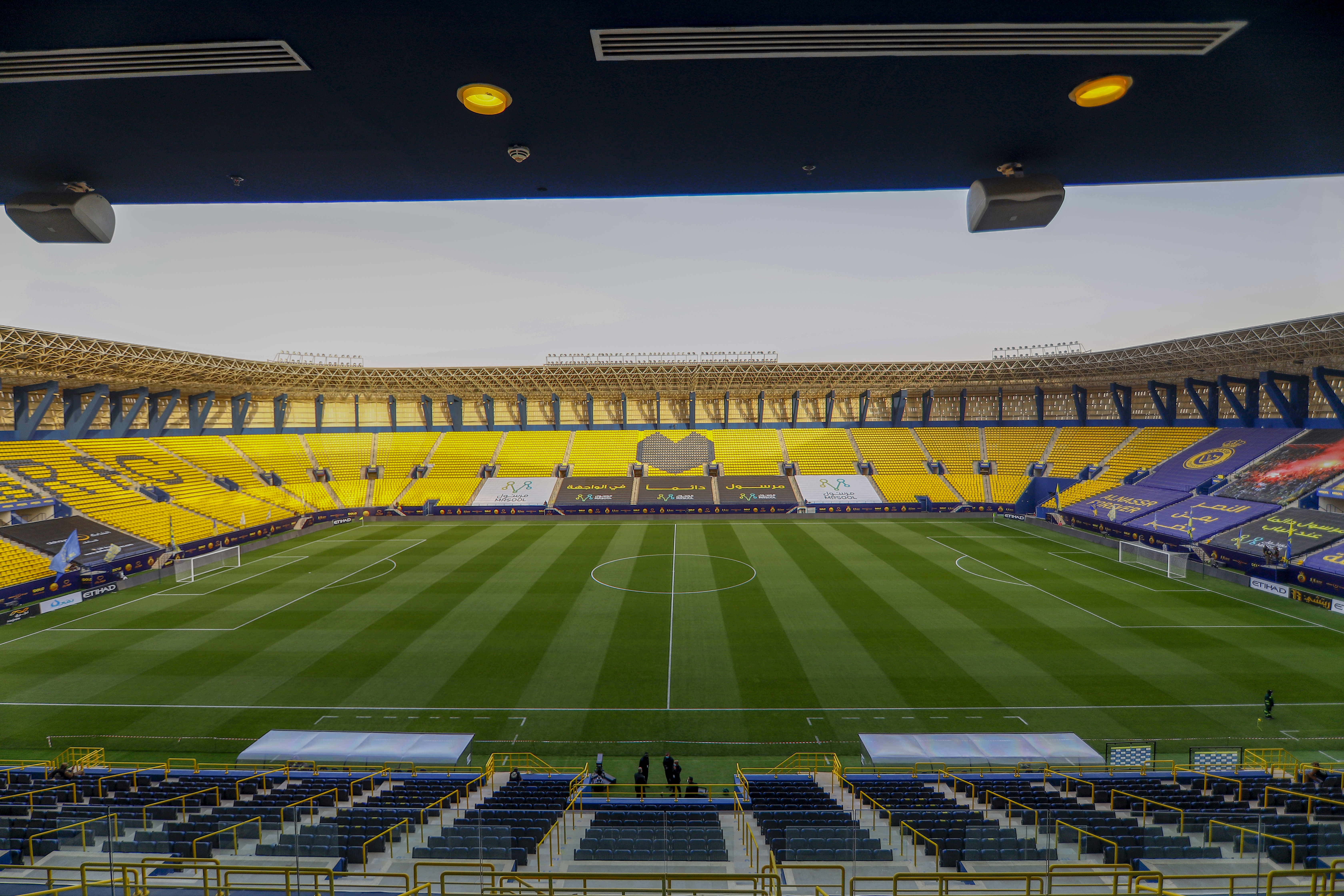
Stadion Al-Awwal Park

Stanowisko trenera od 6 lipca 2023 zajmuje Portugalczyk Luís Castro, który zastąpił na tym stanowisku Francuza Rudiego Garcię, zwolnionego w kwietniu przez saudyjski klub.
| Funkcja                      | Imię i nazwisko |
| ---------------------------- | --------------- |
| Główny trener                | Luís Castro     |
| Asystent głównego trenera    | Vítor Severino  |
| Trener bramkarzy             | Daniel Correia  |
| Trener ds. rehabilitacji     | Hugo Camarero   |
| Trener zespołu młodzieżowego | Ivan Matić      |
| Trener zespołu młodzieżowego | Džemal Adilji   |
| Kierownik sportowy           | Guido Fienga    |
| Dyrektor sportowy            | Fernando Hierro |
| Dyrektor sportowy            | Marcelo Salazar |
| Stan na 30 czerwca 2024      |                 |

## Własność i finanse
W czerwcu 2023 państwowy Fundusz Inwestycji Publicznych (PIF) zakupił 75% udziałów w klubie, pozostawiając 25% fundacji non-profit klubu Al-Nassr, która również otrzymała możliwość mianowania dwóch członków zarządu. PIF nominował pięciu członków zarządu, a prezes klubu ma być wybrany spośród członków zarządu mianowanych przez walne zgromadzenie fundacji. Fundusz Inwestycji Publicznych, który jest też właścicielem Newcastle United, jednocześnie zakupił trzy inne kluby: Al-Hilal, Al-Ittihad oraz Al-Ahli. PIF zarządza aktywami Królestwa Arabii Saudyjskiej o wartości 600 miliardów dolarów.
W lipcu zostało ogłoszone, że Musalli Al-Muammar został przewodniczącym Rady Dyrektorów, a członkiem zarządu mianowanym przez Fundację został Abdulaziz Al-Omran. PIF mianowało na stanowiska w zarządzie Sułtana Al-Deghaithera, Hamouda Al-Rumayyana, Raeda Ismaila, Marama Al-Juhaniego i Anasa Al-Sheikha.
Przed przejęciem klubu przez PIF, Musalli Al-Muammar był prezydentem Al-Nassr od 2021, a jego kandydatura w tamtym czasie była popierana przez księcia Khalida bin Fahda bin Abdulaziza, który jest jedną z głównych osób wspierających klub.
W styczniu 2023, po podpisaniu kontraktu z klubem przez Cristiano Ronaldo, wartość rynkowa Al-Nassr wzrosła do 80 milionów euro. Roczny rachunek wypłacanych pensji wynosi ponad 278 milionów dolarów.

### Byli prezydenci Al-Nassr
| Lp.           | Imię i nazwisko                        | Od   | Do   |
| ------------- | -------------------------------------- | ---- | ---- |
| 1.            | Zeid Bin Mutlaq Al-Ja’ba               | 1955 | 1959 |
| 2.            | Abdulla Mukhtar                        | 1960 | 1960 |
| 3.            | Mohammad Al Wahibi                     | 1960 | 1960 |
| 4.            | Książę Abdul Rahman bin Su’ud Al Su’ud | 1960 | 1969 |
| 5.            | Książę Sultan bin Su’ud                | 1969 | 1969 |
| 6.            | Książę Abdul Rahman bin Su’ud Al Su’ud | 1970 | 1976 |
| 7.            | Książę Sultan bin Su’ud                | 1976 | 1976 |
| 8.            | Książę Abdul Rahman bin Su’ud Al Su’ud | 1977 | 1997 |
| 9.            | Książę Faisal bin Abdul Rahman         | 1997 | 2000 |
| 10.           | Książę Abdul Rahman bin Su’ud Al Su’ud | 2000 | 2004 |
| 11.           | Książę Mamdouh bin Abdul Rahman        | 2004 | 2005 |
| 12.           | Książę Saad bin Faisal                 | 2006 | 2006 |
| 13.           | Fahad Al-Mushaigeh                     | 2006 | 2006 |
| 14.           | Książę Faisal bin Abdul Rahman         | 2006 | 2009 |
| 15.           | Książę Faisal bin Turki                | 2009 | 2018 |
| 16.           | Salman bin Fahad Al-Malik              | 2018 | 2018 |
| 17.           | Saud Al-Swailam                        | 2018 | 2019 |
| 18.           | Safwan Al-Suwaiket                     | 2019 | 2021 |
| 19.           | Musalli Al-Muammar                     | 2021 |      |
| Na podstawie: |                                        |      |      |

## Rekordy i statystyki
Od sezonu 2002/2003 najmłodszym zawodnikiem, który zagrał w barwach Al-Nassr jest Ibrahim Sharaheli, który zadebiutował 21 lutego 2006 w wieku 16 lat, 1 miesiąca i 20 dni w meczu przeciwko Ettifaq FC. Najstarszym zawodnikiem zapisanym w statystykach, który zagrał oficjalny mecz jest Hussein Sulaimani. Saudyjczyk, 14 marca 2017, zagrał w meczu przeciwko Al Raed FC w wieku 40 lat, 1 miesiąca i 21 dni.

### Najwięcej meczów w barwach Al-Nassr

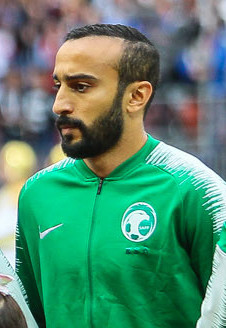
Mohammad Al-Sahlawi

Najwięcej meczów w drużynie Al-Nassr rozegrał Mohammad Al-Sahlawi, który ma ich 256 na swoim koncie. Al-Shalawi był zawodnikiem „Rycerzy Nadżdy” w latach 2009–2019. Drugi pod tym względem jest Umar Hausawi, który grał w klubie między 2011 a 2020 i w tym czasie zaliczył 237 występów.
| Lp.                     | Zawodnik             | Mecze |
| ----------------------- | -------------------- | ----- |
| 1.                      | Mohammad Al-Sahlawi  | 256   |
| 2.                      | Umar Hausawi         | 237   |
| 3.                      | Ibrahim Ghaleb       | 222   |
| 4.                      | Yahya Al-Shehri      | 209   |
| 5.                      | Sultan Al-Ghannam    | 207   |
| 6.                      | Hussein Sulaimani    | 193   |
| 7.                      | Khalid Al-Ghamdi     | 172   |
| 8.                      | Awadh Khamis         | 171   |
| 9.                      | Abdullah Al-Khaibari | 168   |
| 10.                     | Abdullah Al-Enezi    | 165   |
| Stan na 28 czerwca 2024 |                      |       |

### Najwięcej strzelonych bramek
W statystyce najlepszych strzelców, podobnie jak w liczbie występów, prym wiedzie Mohammad Al-Sahlawi, który dla Al-Nassr strzelił 121 bramek. Drugi pod względem liczby goli jest Marokańczyk Abderrazak Hamdallah, grający w klubie w latach 2018–2022, który ma ich na swoim koncie 112.
| Lp.                     | Zawodnik             | Bramki |  |
| ----------------------- | -------------------- | ------ |  |
| 1.                      | Mohammad Al-Sahlawi  | 121    |  |
| 2.                      | Abderrazak Hamdallah | 112    |  |
| 3.                      | Talisca              | 76     |  |
| 4.                      | Cristiano Ronaldo    | 74     |  |
| 4.                      | Saad Al-Harthi       | 44     |  |
| 6.                      | Hassan Al-Raheb      | 36     |  |
| 7.                      | Giuliano             | 31     |  |
| 8.                      | Yahya Al-Shehri      | 28     |  |
| 9.                      | Adrian Mierzejewski  | 25     |  |
| 10.                     | Sadio Mane           | 21     |  |
| Stan na 5 stycznia 2025 |                      |        |  |

### Trenerzy Al-Nassr
Lista przedstawia trenerów Al-Nassr wraz z datami ich działalności, lista została opracowana na podstawie naniesienia na siebie dwóch baz: z transfermarkt.pl oraz worldfootball.net.

- Ljubiša Broćić (1976–1979)
- Don Revie (1980–1984)
- Paulo César Carpegiani (1983–1985)
- Robert Herbin (1985–1986)
- Bernard Simondi (1986)
- Billy Bingham (1987–1988)
- Joel Santana (1988–1989)
- Nasser Al-Johar (1990–1991, 1993)
- Jean Fernandez (1993–1994)
- Jean-Michel Cavalli (1994)
- Jean Fernandez (1995–1996)
- Ilie Balaci (1996–1997)
- Dimityr Penew (1997)
- Jean Fernandez (1998)
- Milan Máčala (1999)
- Milan Živadinović (2000)
- Artur Jorge (2000–2001)
- Julio Asad (2002)
- Jorge Habegger (2002–2003)
- Ljubiša Tumbaković (2003)
- Mohsen Saleh (2004)
- Dimityr Dimitrow (2004–2005)
- Mariano Barreto (2005)
- Khalid Al-Koroni (2005–2006)
- Jorge Habegger (2006–2007)
- Julio Asad (2007)
- Foeke Booy (2007)
- Faruk Kulovic (2008)
- Edgardo Bauza (2009)
- Jorge da Silva (2009–2010)
- Walter Zenga (2010)
- Dragan Skočić (2011)
- Gustavo Costas (2011)
- Ali Komaikh (2011)
- Francisco Maturana (2011–2012)
- Daniel Carreño (2012–2014)
- Raúl Caneda (2014)
- Jorge da Silva (2014–2015)
- Fabio Cannavaro (2015–2016)
- Raúl Caneda (2016)
- Zoran Mamić (2016–2017)
- Patrice Carteron (2017)
- Ricardo Gomes (2017)
- Gustavo Quinteros (2017–2018)
- Krunoslav Jurčić (2018)
- Daniel Carreño (2018)
- Hélder Cristóvão (2018–2019) (trener tymczasowy)
- Rui Vitória (2019–2020)
- Alen Horvat (2020–2021)
- Mano Menezes (2021)
- Marcelo Salazar (2021) (trener tymczasowy)
- Pedro Emanuel (2021)
- Marcelo Salazar (2021) (trener tymczasowy)
- Miguel Ángel Russo (2021–2022)
- Rudi Garcia (2022–2023)
- Dinko Jeličić (2023) (trener tymczasowy)
- Luís Castro (2023–)